# Classification Markup Language
Classification Markup Language (ClaML) ist eine spezielle XML-Datenformat-Spezifikation für den Austausch von medizinischer Klassifikation. Diese Klassifikationen bestehen aus Code-Nummern für medizinische Diagnosen und Prozeduren (ICD-10).
ICD steht für International Statistical Classification of Diseases and Related Health Problems oder Deutsch Internationale statistische Klassifikation der Krankheiten und verwandter Gesundheitsprobleme. Damit Organisationen wie Krankenhäuser, Arztpraxen, Krankenversicherungen, Gesundheitsämter, Behörden e.t.c. Daten miteinander austauschen können benötigen sie einen Standard. Als Standard dient der ICD. Damit verschiedene Hersteller von Programmen, welche den ICD implementieren diese Kategorien in ihre internen Datenbanken importieren können, wird wiederum ein Standard gebraucht, welcher festlegt, in welcher Struktur die Daten des ICD vorliegen. Diese Aufgabe erfüllt die Classification Markup Language. Softwarehersteller können zum Beispiel ICD Daten von Deutschland und von Thailand über eine Schnittstelle in ihre interne Datenbank importieren. Der Classification Markup Language Standard stellt sicher das Änderungen und Modifikationen automatisch in das jeweilige Programm importiert werden können, ohne das z. B. ein Mitarbeiter eines Krankenhauses manuell eingreifen muss – also Änderungen manuell erfassen muss. Verschiedene Länder haben den ICD modifiziert. So verwendet z. B. Thailand zweisprachige Bezeichnungen in Englisch und Thai, während zum Beispiel die Deutsche Version nur Deutsch für die Bezeichnungen verwendet. In Thailand heiẞt das ICD Thailand Modification kurz ICD10-TM in Deutschland ICD10-GM German Modification. Damit Programme mit allen Modifikationen zurechtkommen dient die Classification Markup Language. In Deutschland können z. B. die ICD Kategorien vom Bundesinstitut für Arzneimittel und Medizinprodukte im Classification Markup Language Format bezogen werden.
Die ClaML-Spezifikation wurde zuerst als technische Spezifikation CEN/TS 14463:2003 publiziert, eine Revision wurde 2007 als europäische Norm EN 14463:2007 akzeptiert, und durch ISO 13120:2013 ersetzt.
Der ClaML-Standard wurde vorbereitet durch die Working Group 3 (Semantischer Inhalt) der International Organization for Standardization's (ISO) Technical Committee (TC) Gesundheitsinformatik, bekannt als ISO/TC 215 WG3.
ClaML wurde angepasst durch die WHO, um deren Familie von internationalen Klassifikationen weiter zu verbreiten.

## Verfügbarkeit der Spezifikationen
Als ein CEN-Standard ist die ClaML-Spezifikation verfügbar via verschiedene europäische nationale Standardisierungsgremien, auffindbar z. B. auf der Webseite des CEN.
Die Spezifikation enthält die zugehörige XML-Typ-Dokumentation Document Type Definition (DTD).

## Beispiel A52.8 (German Modification)
```
	
<Class
 
code=
"A52.8"
 
kind=
"category"
>

		
<Meta
 
name=
"Para295"
 
value=
"P"
/>

		
<Meta
 
name=
"Para301"
 
value=
"P"
/>

		
<Meta
 
name=
"MortL1Code"
 
value=
"1-013"
/>

		
<Meta
 
name=
"MortL2Code"
 
value=
"2-012"
/>

		
<Meta
 
name=
"MortL3Code"
 
value=
"3-015"
/>

		
<Meta
 
name=
"MortL4Code"
 
value=
"4-014"
/>

		
<Meta
 
name=
"MorbLCode"
 
value=
"021"
/>

		
<Meta
 
name=
"SexCode"
 
value=
"9"
/>

		
<Meta
 
name=
"SexReject"
 
value=
"9"
/>

		
<Meta
 
name=
"AgeLow"
 
value=
"j015"
/>

		
<Meta
 
name=
"AgeHigh"
 
value=
"j124"
/>

		
<Meta
 
name=
"AgeReject"
 
value=
"K"
/>

		
<Meta
 
name=
"Exotic"
 
value=
"N"
/>

		
<Meta
 
name=
"Content"
 
value=
"J"
/>

		
<Meta
 
name=
"Infectious"
 
value=
"N"
/>

		
<Meta
 
name=
"EBMLabor"
 
value=
"J"
/>

		
<SuperClass
 
code=
"A52"
/>

		
<Rubric
 
kind=
"preferred"
>

			
<Label
 
xml:lang=
"de"
 
xml:space=
"default"
>
Latente
 
Spätsyphilis
</Label>

		
</Rubric>

		
<Rubric
 
kind=
"text"
>

			
<Label
 
xml:lang=
"de"
 
xml:space=
"default"
>

				
<Para>
Syphilis
 
(erworben)
 
ohne
 
klinische
 
Manifestationen,
 
mit
 
positiver
 
Serumreaktion
 
und
 
negativem
 
Liquorbefund,
 
zwei
 
Jahre
 
oder
 
später
 
nach
 
Infektion.
</Para>

			
</Label>

		
</Rubric>

	
</Class>

```

Werden zum Beispiel Fallzahlen von einem thailändischen Gesundheitsamt an das Ministerium für Gesundheit übermittelt wird nur die Klasse A52.8 und die Anzahl übermittelt. Beide Programme, das Programm des Gesundheitsamtes und das Programm des Ministeriums verstehen, dass es sich um Latente Spätsyphilis handelt, obwohl die verwendeten Programme von unterschiedlichen Herstellern kommen.